# Sony Ericsson Live with Walkman
Live with Walkman是Sony Ericsson旗下一部音樂智能手機，發售於2011年9月。搭載Android2.3，可升級至Ice Cream Sandwich，內建Walkman及xLOUD™，擁有立體聲左右環迴雙喇叭及音樂節奏燈。 

## 主要規格
- 大小：56.5 x 106 x 14.2 mm
- 重量：115.0 克
- 屏幕：480x320像素 16,000,000色 (TFT)
- 外型：直身手機
- 電池：1200mAh鋰聚合物電池 (EP500)
- 顏色：黑/白

## 使用系統
- 制式：GSM四頻/WCDMA/HSDPA
- 作業系統：Android 2.3，已提供Android 4.0（Ice Cream Sandwich）的軟件升級。
- CPU：Qualcomm 8255 1GHz

## 數位功能
- 相機功能：500萬像素CMOS感光元件，副相機30萬像素CMOS
- LED閃光燈
- 影像功能：支援自動對焦、支援 Geo-tagging、支援防手震、支援人面對焦、支援一笑即拍、支援觸控對焦及拍攝
- 記憶體：RAM:512MB ROM:1GB(可用320MB) 外置: 可擴充至32GB
- 內建 FM 收音機
- 內建 Walkman Player 及Walkman widget
- xLoud技術、十組等化器、立體聲雙喇叭及音樂節奏燈
- 音樂與影片支援格式: MP3, WAV, OGG, MP4, H.263, H.264, WMV

## 傳輸功能
- 藍芽、USB、電腦同步
- 網路：Wi-Fi802.11無線網絡、HSDPA、EDGE、GPRS、WCDMA、UMTS
- MMS、EMS、SMS
- GPS全球定位系統、AGPS全球衞星輔助定位系統
- Email 收發 (POP3、IMAP4、SMTP ) (支援 Push Mail)